# Перший Латеранський собор

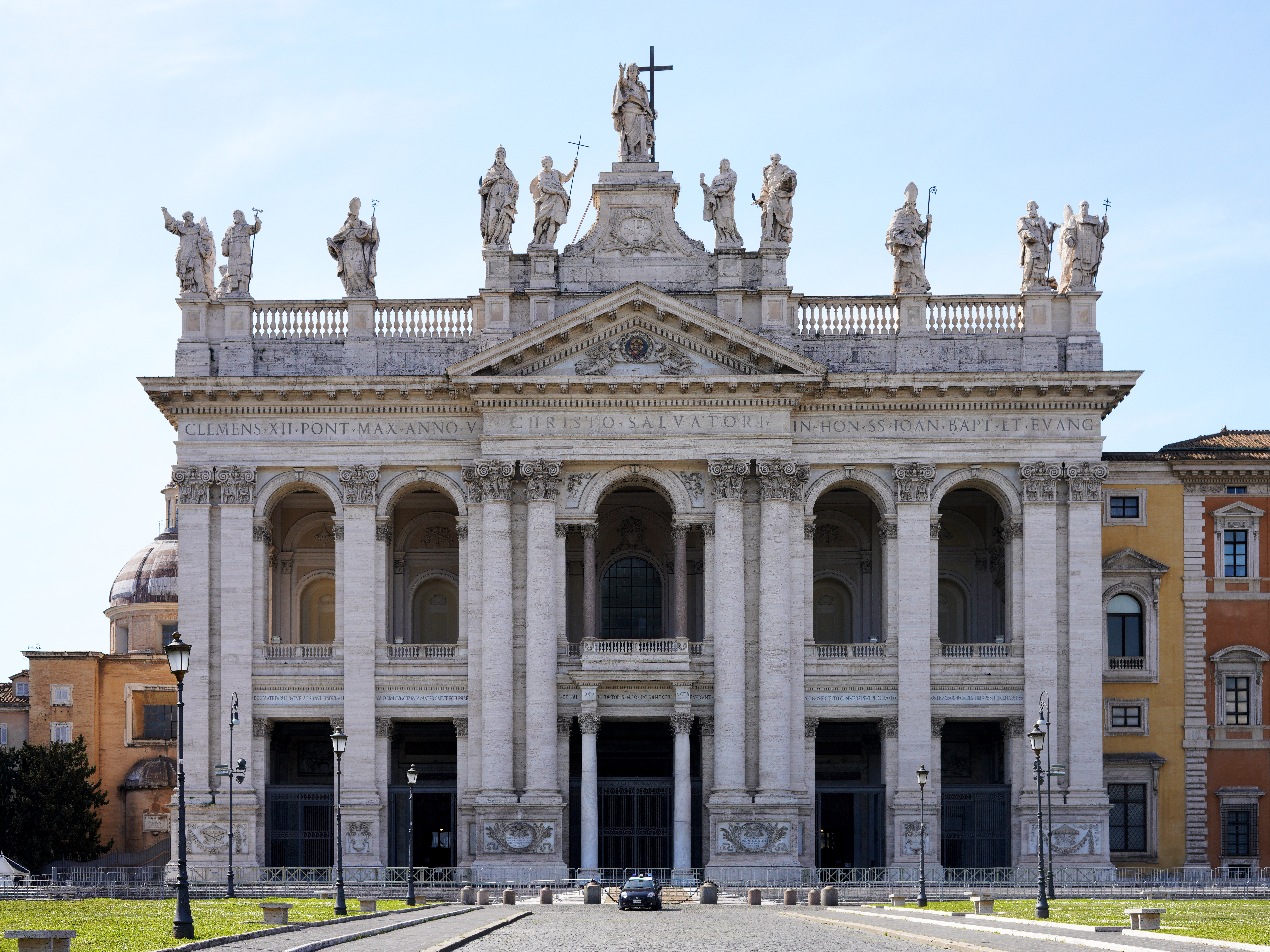
Базиліка св. Івана в Латерані

Пе́рший Латера́нський собо́р — собор католицької церкви, скликаний Папою Калікстом II, що проходив 1123 року у Латеранському палаці в Римі, католицькою церквою визнається як IX вселенський.
Собор був скликаний безпосередньо після укладення Вормського конкордату, що оформив компроміс між папством і імператорською владою. Конкордат, в якому було підтверджено, що духовна влада виходить тільки від церкви, а світська влада не має права втручатися в обрання пап і призначення єпископів і абатів, викликав великий ентузіазм у духівництва — у багатьох документах того часу 1122 рік називався початком нової епохи. Собор проходив з 18 березня по 6 квітня 1123 року і зібрав близько 600 абатів і 300 єпископів. Синодом були підтверджені положення Вормського конкордату й вироблені 22 нових канонічних правила, серед яких — заборона духівникам мати дружин і наложниць, а також заборона симонії.